# エイドリアナ・ルナ
エイドリアナ・ルナ（Adrianna Luna、 1983年/1984年 - ）は、アメリカ合衆国のポルノ女優。カリフォルニア州ロサンゼルス出身。

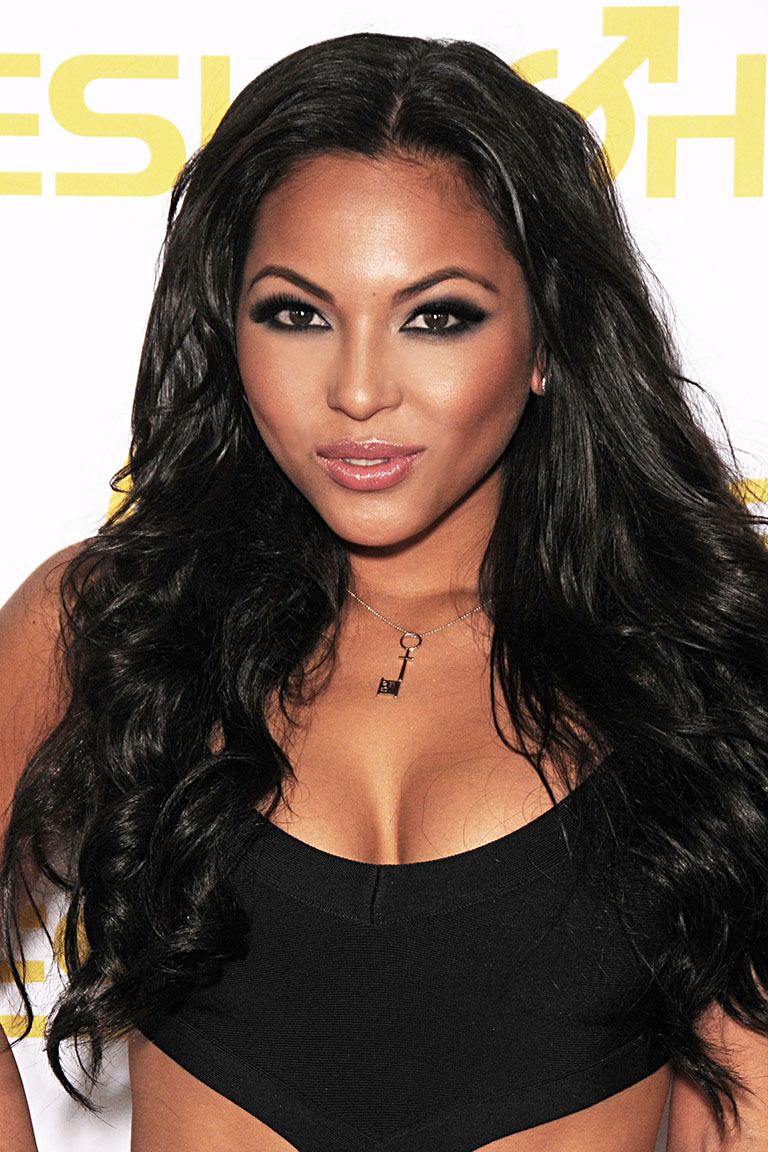
エイドリアナ・ルナ

## 経歴
ペントハウス2012年11月号のペントハウスペットを務めた。